# Nijehove
Nijehove was een Fries terpdorp, dat samen met Hoek en Oldehove op 3 augustus 1435 Leeuwarden werd.
Dit werd besloten door het landsbestuur van Oostergo en Westergo. In datzelfde jaar kreeg Leeuwarden stadsrechten. Nijehove was de eerste van de drie dorpen die Leeuwarden werd genoemd, al werd het destijds Liowerd genoemd. Volgens een bepaalde bron was dit al rond 1190. Een Duitse oorkonde noemt Oud-Leeuwarden (Nijehove) al in 1285 een stad. Er zijn echter geen documenten gevonden waarin dit wordt bevestigd. Het genoot in ieder geval enig stedelijk aanzien vanwege de stadsgrachten die tegenwoordig de binnengrachten (oa. Voorstreek en de Eewal) vormen en deels gedempt zijn. Nijehove was volgens een oorkonde in 1333 kerkelijk gezien zelfstandig geworden.
Later werd Liowerd verenigd met de naburige dorpen Hoek en Oldehove. Toen de drie dorpen nog afzonderlijk bestonden werd er Fries gesproken. Later toen de stad één werd, werd de nationale taal gebruikt. Pas laat in de 16e eeuw begon men er weer meer Fries te praten. Er wordt ook een eigen dialect van stadsfries gesproken (Liwwadders).
Op Nijehove stond de Sint-Mariakerk van Nijehove.